# Westerlund 2

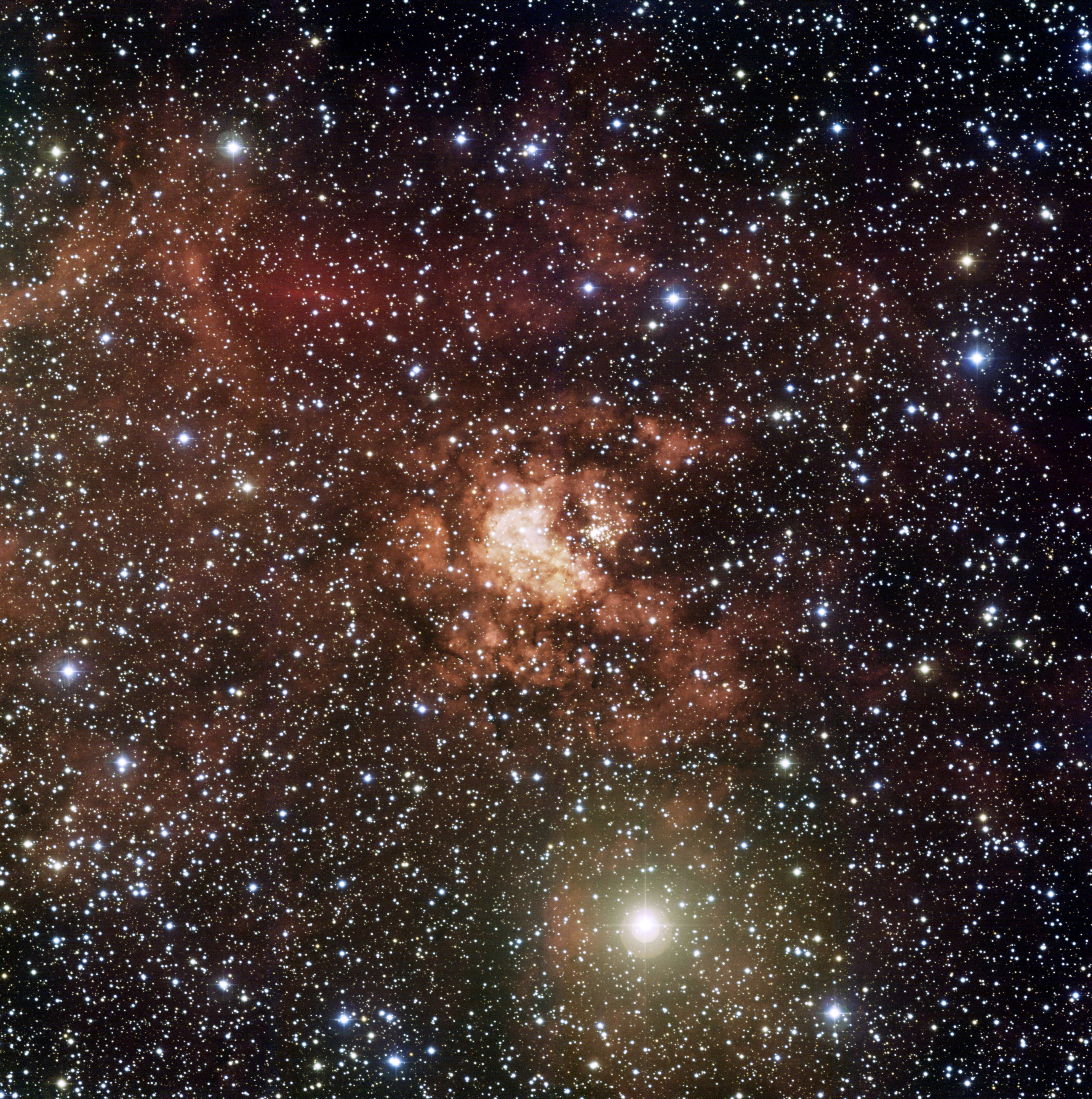
La región HII Gum 29, y en su centro el cúmulo Westerlund 2. Imagen obtenida con la cámara WFI acoplada al telescopio de 2.2-m del Observatorio Europeo Austral.

Westerlund 2 es un supercúmulo estelar masivo y joven de la Vía Láctea. Se halla en el Cuarto Cuadrante Galáctico, en la constelación de Carina. La distancia a Westerlund 2 se estima en unos 8.000 parsecs (unos 26 000 años-luz), y a pesar de contener algunas de las estrellas más masivas y brillantes de la galaxia aparece muy extinguido, por lo que hace falta un telescopio de al menos 250mm de apertura para verlo con cierto detalle. La región HII que rodea al cúmulo fue descubierta en 1958 como una intensa radiofuente, y al poco tiempo fue identificado en fotografías ópticas por el astrónomo alemán Bengt Westerlund.
La edad estimada del cúmulo está comprendida entre uno a dos millones de años.
Éste contiene al menos un par de decenas de estrellas de tipo espectral O, dos estrellas de tipo Wolf-Rayet (WR 20a y WR 20b). WR 20a es una binaria eclipsante masiva, cuyos miembros hasta hace poco ostentaban el título de ser las estrellas más masivas de la galaxia cuya masa se determinaron empíricamente (mediante la aplicación directa de las Leyes de Newton), título que les fue arrebatado por la estrella binaria NGC 3603 A1, la estrella más brillante del cúmulo es 2MASS J10240156-5744057 de magnitud aparente V 13,0.